# George Karipidis
George Karipidis (ur. 22 czerwca 1973) – australijski zapaśnik walczący w stylu wolnym. Zajął jedenaste miejsce na mistrzostwach świata w 1994. Dziewiąty na igrzyskach wspólnoty narodów w 1994. Wicemistrz Oceanii w 1992. Mistrz Oceanii juniorów w 1990 roku.